# جان ستيفنسون
جان ستيفنسون (بالإنجليزية: Jan Stephenson)‏ هي لاعبة غولف أسترالية، ولدت في 22 ديسمبر 1951.

## وصلات خارجية
- جان ستيفنسون على موقع رابطة لاعبات الغولف المحترفات (الإنجليزية)
- جان ستيفنسون على موقع قاعة أستراليا للمشاهير الرياضية (الإنجليزية)